# Коло (газета, Полтава)
«Ко́ло» — громадсько-політична газета. Видається в Полтаві з 2002 року.

## Наклад, дизайн
«Газета об'єктивних новин «Коло» виходить раз на тиждень щочетверга разовим накладом понад 13 тисяч примірників.
Структура реалізації накладу: розповсюджується по підписці близько 70%, реалізується через роздрібну торговельну мережу — 29%, до 1% витрачаються на безплатні PR-акції — семінари, презентації, доставляються в офіси фірм і установ.
Формат — 20 сторінок розміру 297х420 мм. Перша й остання, внутрішні сторінки — повнокольорові (2+2), інші — чорно-білого друку. Обсяг реклами — 20-25% площі.

## Аудиторія, тематика, рубрики
Тижневик «Коло» виходить разом з теледодатком «Все TV» або з додатком «Програмка» і повнокольоровим щомісячним спецвипуском «Сорочинці». Матеріали в газеті подані структуризовано — кожна сторінка зі своєю тематикою: новини міста й області, спортивні новини, розважальна інформація, ексклюзивні інтерв'ю, журналістські розслідування, інформація для споживачів, оголошення, реклама. В газеті можна знайти інформацію на будь-який смак: інтерв'ю з зірками, корисні поради, цікаві історії, розповіді про подорожі, видатних осіб минулого та сьогодення. У «Коло» можна знайти афішу культурно-розважальних заходів Полтави а також єдину серед обласних видань сторінку для дітей — «Колобок».
Серед рубрик газети — «Коло події», «Коло новин», «Коло спорту», «Коло театру», «Коло думок», «Коло техніки», «Коло дозвілля», «Коло бок» та інші.
Головний редактор — Ілона Фанта, редактори тематичних сторінок — Ніна Король, Юлія Деркач, Олена Запорожан.